# عين القضاة الهمداني
عين القضاة الهمداني (بالفارسية: عین‌ القضات همدانی) ((490 - 525 هـ / 1097 - 1131 م) هو قاض ، فيلسوف ، شاعر ، رياضي ، من أهل همدان.
هو أبو الفضائل ، وقيل أبو المعالي عبد الله بن محمد بن علي بن الحسن بن علي الميانجي الآذربايجاني الهمداني السهروردي، المعروف بعين القضاة. أخذ عن أبو الفتوح أحمد الغزالي. صلب في السابع من شهر جمادى الآخر سنة 525 هـ ، ودفن في همدان.

## آثاره
من آثاره «الرسالة العينية» ، و «زبدة الحقايق» ، و «ديوان شعر».